# Иевлев, Владимир Иванович
Иевлев Владимир Иванович (23 октября 1922, Великий Устюг, Вологодская губерния — 25 декабря 1993, Санкт-Петербург) — советский живописец, член Санкт-Петербургского Союза художников (до 1992 года — Ленинградской организации Союза художников РСФСР).

## Биография
Родился 23 октября 1922 года в Великом Устюге. в 1938-1940 учился в Ленинграде в художественном училище.
В 1940 был призван в Красную Армию. Участник Великой Отечественной войны. Сражался на Ленинградском фронте. Награждён медалями «За боевые заслуги», «За оборону Ленинграда», «За победу над Германией».
В 1946-1952 продолжил обучение на живописном факультете ЛИЖСА. Занимался у А. Д. Зайцева, П. И. Ивановского. Окончил институт по мастерской Б. В. Иогансона с присвоением квалификации художника живописи. Дипломная работа — картина «В семье Ульяновых».
Участвовал в выставках с 1952 года. Автор портретов, тематических картин, пейзажей, композиций на историко-революционные темы: «Владимир Ульянов - гимназист» (1954), «Мы пойдём другим путём» (1955), «Беседа Ленина с Цандером», «Николай Кибальчич» (обе 1964), «Портрет ветерана труда А. П. Иевлевой» (1973), «Портрет защитника Советского Заполярья С. Т. Ершова» (1975), «Портрет дирижёра Г. А. Гусмана» (1976) и других.
Скончался 25 декабря 1993 года в Санкт-Петербурге на 72-м году жизни.
Его произведения находятся в музеях и частных собраниях в России и за рубежом.